# Ecce Homo-drieluik
Het Ecce Homo-drieluik is een drieluik uit het atelier van de Zuid-Nederlandse schilder Jheronimus Bosch in het Museum of Fine Arts in Boston.

## Voorstelling
Op het middenpaneel is een Ecce Homo afgebeeld, het verhaal uit de Bijbel, waarin Christus aan het volk wordt getoond op de dag van zijn kruisiging. Deze voorstelling is gedeeltelijk ontleend aan het Ecce Homo in het Städel Museum in Frankfurt, dat vrijwel unaniem als een vroeg werk van Bosch gezien wordt. Het paleis van Pontius Pilatus en het volk rechtsonder, dat Jezus’ kruisiging eist, is vrijwel identiek. Verschillende figuren, zoals die van Pontius Pilatus en de soldaat naast hem dragen vergelijkbare kleding.
Op het plein in de achtergrond is een kruisdraging afgebeeld. Deze is vergelijkbaar met de kruisdraging op de achterkant van de Johannes de Evangelist op Patmos in de Gemäldegalerie in Berlijn. Christus zelf is hier niet van opzij, zoals toen gebruikelijk, maar frontaal afgebeeld. Volgens kunsthistoricus Erwin Panofsky startte de schilder van deze Ecce Homo daarmee een nieuwe traditie waarbij Christus frontaal wordt afgebeeld. Dit mondde volgens hem via de Meester van de Virgo inter Virgines en Lucas van Leyden uit in Rembrandts ets met deze voorstelling uit 1655.
Op de zijluiken zijn in een weids landschap de stichters van het drieluik afgebeeld met hun naamheiligen: links de heilige Petrus, die te herkennen is aan de sleutel van het Koninkrijk van God, en rechts de heilige Catharina met haar attributen, het rad en het zwaard.

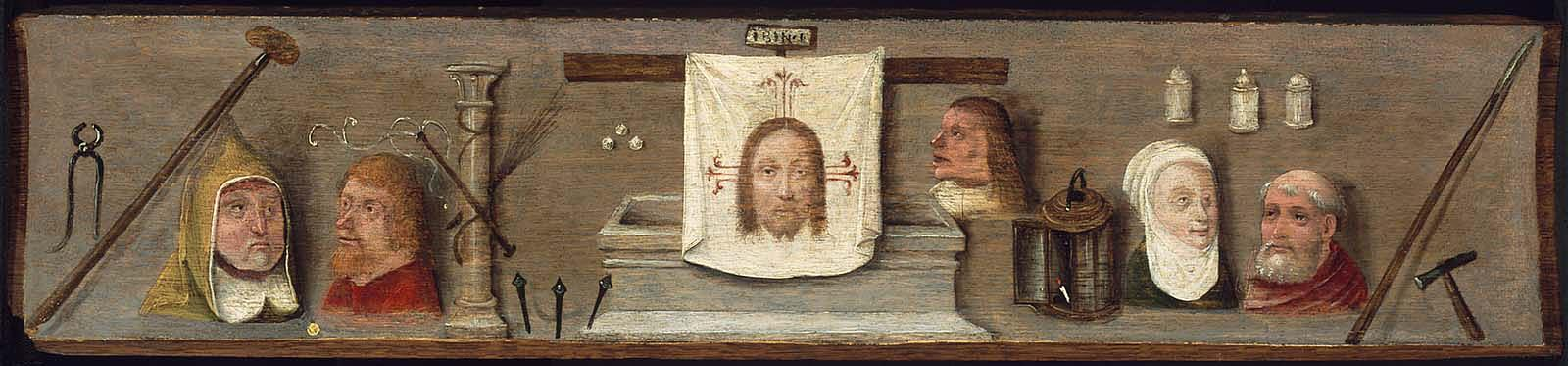
Predella

|                                                                                     |  |                                                                                      |
| Franco van Langel en zijn zonen met de heilige Johannes de Evangelist (buitenzijde) |  | Heilwig van der Rullen en haar dochters met de heilige Maria Magdalena (buitenzijde) |

## Stichters
De knielende persoon op de linkervleugel is geïdentificeerd als Pieter van Os. Hij is te herkennen aan zijn familiewapen en aan zijn naamheilige Petrus. Ook draagt de stichter het embleem van het Bossche Illustre Lieve Vrouwe Broederschap. Dit embleem is ontleend aan het motto van deze broederschap, ‘sicut lilium inter spinas’ (als een lelie tussen doornen). Op de rechtervleugel is de echtgenote van Pieter van Os, Hendrixke van Langhel, afgebeeld met als patroonheilige de heilige Catharina.
Op de buitenzijde van de zijvleugels (zie afbeelding links) zijn de ouders van Hendrixke van Langhel afgebeeld, links Franco van Langel en rechts zijn vrouw, Heilwig van der Rullen. Ook Franco van Langhel draagt op zijn hoofd het embleem van de O.L. Vrouw-Broederschap. Zelfs de zwanen in het wandtapijt op de achtergrond verwijzen naar deze broederschap, waarvan de leden zwanenbroeders genoemd worden. Een van de dochters rechts is hoogstwaarschijnlijk een zuster van het Bossche Bethaniënklooster.

## Predella
Bij het drieluik hoort traditioneel ook een predella. Deze is kleiner dan het middenpaneel en is mogelijk ook afkomstig uit 's-Hertogenbosch. Op de predella zijn de Passiewerktuigen van Jezus afgebeeld. Deze voorstelling is geïnspireerd op vroeg werk van Bosch.

## Datering
Dendrochronologisch onderzoek heeft uitgewezen dat het werk op zijn vroegst waarschijnlijk omstreeks 1495 of later moet zijn ontstaan.

## Toeschrijving
Het drieluik werd in 1949 voor het eerst aan Jheronimus Bosch toegeschreven door de Duitse kunsthistoricus Max Friedländer. Hanns Swarzenski, conservator van het Museum of Fine Arts in Boston, publiceerde het in 1955 als latere variant op het Ecce Homo in Frankfurt. Ook Erwin Panofsky beschouwde het als een latere, rijpere versie van dit werk en dateerde het omstreeks 1500 of iets later. Een latere kunsthistoricus, Colin Eisler, was iets voorzichtiger en meende dat ‘sommige partijen de hulp van leerlingen verraden’. De zijluiken zijn volgens Eisler na Bosch' dood geschilderd door een leerling die inspiratie zocht in Bosch' vroege stijl. Daarnaast merkte hij op dat het middenpaneel niet alleen is ontleend aan het Ecce Homo in Frankfurt, maar ook van de Kruisdraging op de achterzijde van Johannes de Evangelist op Patmos in de Gemäldegalerie in Berlijn. Volgens Ludwig von Baldass paste Bosch dergelijke herhalingen nergens toe in zijn werk en kan er dan ook geen sprake zijn van enige inbreng door Bosch zelf. Ook Bosch-kenner Charles de Tolnay was van mening dat het middenpaneel het werk van een leerling is en dat het bestaat uit een ‘combinatie van diverse composities van Bosch’. Anders dan op het origineel, beroert de hand van een van de soldaten niet de rug van een andere: een typische vergissing van een kopiist. Volgens Bosch-kenner Bernard Vermet behoort het werk onomstotelijk tot de atelierproducten van Bosch.
Het is niet zeker of de zijvleugels bij het middenpaneel horen. Er is niet alleen sprake van een verschil in kwaliteit, ook de landschappen corresponderen niet en ze zijn groter. Eisler denkt dat de zijpanelen bij een kruisdraging of een doornenkroning horen. Volgens De Tolnay is het middenpaneel een pastiche van het Ecce Homo in Frankfurt. Hij is van mening dat de zijluiken van hogere kwaliteit zijn dan het middenpaneel en dat zowel de figuren als de landschappen nauw aansluiten bij laat werk van Bosch, met name de zijluiken van het Driekoningen-drieluik in het Museo del Prado in Madrid. Mogelijk zijn deze dus onder toezicht van de meester ontstaan. Verder noemt hij de toepassing van aureolen een ‘archaïstische trek’ en de met zorg geschilderde mantel van Maria Magdalena op de buitenzijde van de rechtervleugel ‘de meester waardig’.

## Herkomst
Het werk moet eind 15e eeuw in opdracht van Pieter van Os geschilderd zijn. Waar het werd opgesteld is echter onbekend. Op 21 juli 1888 werd het als eigendom of uit de nalatenschap van een F.W. Harris uit Londen geveild bij Christie's eveneens in Londen als een vroeg-Vlaams schilderij, omschreven als ‘A triptych with Ecce Homo in the centre, and saints and donors on the wings’. Het werd verworven door Charles Holden-White, Londen. Na zijn overlijden, werd het op 26 november 1948 opnieuw, dit keer als een Jheronimus Bosch, voor £682,10 bij Christie's geveild aan Gerald Kerin. Hierna was het, volgens aantekeningen van Max Friedländer, eerst in het bezit van kunsthandel Grete Ring en daarna, in ieder geval vanaf 1951, in het bezit van Arthur Kauffman uit Londen. Via kunsthandel Rosenberg & Stiebel in New York verkocht hij het middenpaneel in 1953 voor $40.000,– aan het Museum of Fine Arts in Boston. In 1956 schonk hij ook de zijpanelen aan dit museum.

## Kopie
Van het middenpaneel is een 16e-eeuwse kopie bekend, die in 1955/1956 gesignaleerd werd door Max Friedländer. Het is echter onbekend waar deze kopie zich tegenwoordig bevindt.

## Tentoonstelling
Het Ecce Homo-drieluik maakte deel uit van de volgende tentoonstelling:
- Jheronimus Bosch, Noordbrabants Museum, 's-Hertogenbosch, 17 september-15 november 1967, cat.nr. 27, p. 113 (als atelier van Jheronimus Bosch).